# Anglais sud-africain
L'anglais sud-africain est une variété d'anglais parlée en Afrique du Sud.